# Кинотеатры Гродно

Кинотеатры в Гродно существуют с 1908 года. На 2021 год в Гродно работают 5 кинотеатров, включая 4 кинотеатра, подконтрольных государственной структуре КУП «Гроднооблкиновидеопрокат».

## История
Первый кинематограф «Электро-Биограф» в Гродно начал действовать в 1908 году в доме Чертка на улице Соборной (сейчас - ул. Советская).
В 1911-1912 годах в Гродно открылись кинотеатры «Люкс» и «Сатурн». Кинематограф «Люкс» был перестроен мещанином Романом Завистовским из собственного дома.
В мае 1914 года был утверждён план двухэтажного кирпичного здания, представленный капитаном в отставке С. Н. Монастырским. Кинотеатр в нём открылся в августе 1915 года и изначально назывался «Эден» (Eden), позднее носил названия «Палац» (Palac), «Полония» (Polonija), «Пан» (Pan). После присоединения Западной Беларуси к БССР - «Красная звезда».
В 1920-х годах в Гродно работало 4 кинотеатра: «Лира», «Эден», «Люкс», «Сатурн». В 30-е годы их стало семь: «Аполло» (бывший кинотеатр «Лира»), «Маленький люкс» (бывший «Сатурн»), «Пан» (ранее - «Эден» и «Полония»), «Палац», «Утеха» и «Гелиос», «Зосенька».
В 1940-1941 года в Гродно работали кинотеатры «Третий интернационал», «КИМ» (ранее - «Зосенька») и «Красная звезда».
В 1950-е годы в Занеманской части города появился кинотеатр имени Пушкина. 4 апреля 1950 года гродненский горисполком принял решение о строительстве кинотеатра на 200 мест на пересечении улиц Белостокской (ул. Суворова) и Августовской (ул. Курбатова). Но через 3 дня решение отменили, а земельный участок площадью 3300 квадратных метров под строительство кинотеатра выделили на улице Лососянской. В 2000-е кинотеатр имени Пушкина был переоборудован под бильярдный клуб с баром и рестораном.
В 1961 году открыт кинотеатр «Гродно», который стал первым широкоэкранным, а затем и широкоформатным кинотеатром в области.
В 1962 году началось строительство кинотеатра «Космос» (открылся в январе 1964-го). В сентябре 2010 года впервые в городе в нём начали показывать фильмы в 3D.
В ноябре 1970 года на проспекте Космонавтов был открыт кинотеатр «Восток» на 605 зрителей.
В январе 1987 года был открыт кинотеатр «Октябрь», первый трехзальный кинотеатр на территории БССР. Кинотеатр построен по индивидуальному проекту. В мае 2002 года в большом зале кинотеатра «Октябрь» впервые в Гродно была установлена система звука Dolby. В 2016 году в кинотеатре также впервые в Гродно была установлена система Dolby Atmos.
В 2009 проведена реконструкция кинотеатра «Красная звезда», а в декабре 2014 года после реконструкции здания открылся кинотеатр «Восток».
В марте 2021 года в торгово-развлекательном комплексе «Тринити»
открылся 5-зальный кинотеатр MOOON сети Silver Screen.

## Список кинотеатров
В списке представлены закрытые, действующие и будущие кинотеатры Гродно. Они располагаются в алфавитном порядке.
Таблица:
- Название — название кинотеатра;
- Открыт — дата открытия кинотеатра;
- Закрыт — дата закрытия для недействующих кинотеатров;
- Архитекторы — имя и фамилия архитекторов;
- Адрес — адрес, где находится или находился кинотеатр;
- Примечания — дополнительные пояснения;
- Ссылки — источники;

### Действующие
Цветом выделены временно закрытые кинотеатры
| Название       | Открыт | Архитекторы        | Адрес                   | Изображение | Примечания                                            | Ссылки             |
| -------------- | ------ | ------------------ | ----------------------- | ----------- | ----------------------------------------------------- | ------------------ |
| Восток         | 1970   |                    | пр-т Космонавтов, 41/1  |             | Ночной кинотеатр; 1 зал с экраном 12 на 6 метров.     | [ 8 ] [ 9 ] [ 10 ] |
| Космос         | 1964   |                    | ул. Горького, 49А       |             | 1 зал с экраном 15 на 7 метров                        | [ 11 ] [ 12 ]      |
| Красная звезда | 1915   | С. Н. Монастырский | ул. Социалистическая, 4 |             | Прежние названия — «Эден», «Палац», «Полония», «Пан». | [ 13 ]             |
| Октябрь        | 1987   |                    | ул. Поповича, 3         |             | 3 зала                                                | [ 14 ]             |
| MOOON          | 2021   |                    | пр-т Янки Купалы, 87    |             | 5-зальный мультиплекс                                 | [ 15 ] [ 16 ]      |

### Закрытые
| Название                | Открыт    | Закрыт | Архитекторы | Адрес                  | Примечания                                                                                              | Ссылки |
| ----------------------- | --------- | ------ | ----------- | ---------------------- | --- | ------ |
| Гелиос                  | 1930-е    | н/д    |             | н/д                    | |        |
| Глория                  | н/д       | н/д    |             | ул. Ожешко             | |        |
| Гродно                  | 1961      | н/д    |             | ул. Советская, 9       | |        |
| КИМ                     | 1930-е    | н/д    |             | ул. Карла Маркса, 2    | До 1939 — «Зосенька»                                                                                    | [ 17 ] |
| Кинотеатр имени Пушкина | 1954      | 2000-е |             | ул. Лососянская        | |        |
| Люкс                    | 1911-1912 | н/д    |             | ул. Доминиканская      | |        |
| Маленький Люкс          | 1911-1912 | н/д    |             | ул. Городничанская, 10 | До 1930-х — «Сатурн».                                                                                   |        |
| Палац                   | 1930-е    | н/д    |             | ул. Ожешко             | |        |
| Спартак                 | 1920-е    | н/д    |             | ул. Доминиканская, 26  | До 1930-х — «Лира», до 1964 — «Аполло». Здание снесли во время строительства нового корпуса универмага. |        |
| Третий интернационал    | 1939-1941 | н/д    |             | н/д                    | |        |
| Утеха                   | 1930-е    | н/д    |             | ул. Ожешко, 15         | |        |